# Rivierschriftmos
Rivierschriftmos (Alyxoria culmigena) is een korstmossoort uit de familie Lecanographaceae. Het groeit op laanbomen in bossen en heeft viercellige sporen.

## Kenmerken
Rivierschriftmos is een korstvormig korstmos. Het thallus is dun, soms onopvallend of ingezonken, glad, asgrijs, bruin of dof olijfgroen. Het thallus heeft de volgende kenmerkende kleurreacties: C–, K–, KC–, Pd–, UV–.
De lirellen (de apotheciën) zijn 4 tot 8 mm in diameter en zien er uit als schrifttekens. Ze zijn enkelvoudig en zelden vertakt. Het subhymenium, hymenium en epithecium kleuren rood in jodium.
De ascosporen zijn 3-septaat, de uiteinden zijn afgerond, met een dunne maar duidelijke perispore van 0,5–1 µm dik, kleurloos, roodbruin wordend bij overrijpheid en meten (16–)18–24(–26) × (4–) 5–7(–8) µm. Het hymenium is 70-90 µm hoog.

## Verspreiding
In Nederland is rivierschriftmos zeldzaam. Het is niet bedreigd en staat niet op de Nederlandse Rode Lijst.